# Papiri Frontó
Papiri Frontó (en llatí Papirius Fronto) va ser un jurista romà que va viure cap al temps de l'emperador Antoní Pius o una mica abans, ja que Eli Marcià, que va viure sota Antoní Pius i successors el menciona com si fos un contemporani més gran que ell. Eli Marcià ha conservat una frase d'ell: "Peculium nascitur, crescit, decrescit, moritur, et ideo eleganter Papirius Fronto dicebat, peculium simile esse homini" (La propietat neix, creix, decreix i mor, i per això Papiri Frontó deia de manera elegant, La propietat és semblant als homes)
Va escriure l'obra Responsa, almenys en tres llibres, ja que el tercer és citat per Cal·lístrat.